# Krone (Kartoffel)
Krone ist eine mittelfrühe Speisekartoffelsorte. 
Ihr Stärkegehalt liegt bei gut 10 %, mit Zwiewuchs treten kaum Probleme auf.
Krone ist beschädigungsunempfindlich, die Pflanzen bilden vergleichsweise viele, langovale Knollen aus. Krone NN ist resistent gegen die Goldnematoden Ro1 und Ro4, eine leichte Schwäche besteht beim Blattrollvirus. Die Blüte der Sorte Krone ist weiß, der Pflanzabstand sollte aufgrund des hohen Ansatzes etwas weiter gewählt werden. Krone ist auch für leichtere Böden geeignet. Eine Keimstimulierung ist ratsam.
Anbaulagen, die Eisenfleckigkeit stärker fördern, sollten gemieden werden.
Sie war diejenige vorwiegend festkochende Sorte mit dem höchsten Marktwarenertrag im bayrischen Landessortenversuch 2009, nachdem – nach den Vorgaben der Handelsklassenbonitur – die Kartoffeln mit Qualitätsmängeln aussortiert wurden (LKP-Marktwarenertrag). In Schleswig-Holstein neigte sie im Trockenjahr 2010 zu vergleichsweise großer Untersortierung.